# DCF77

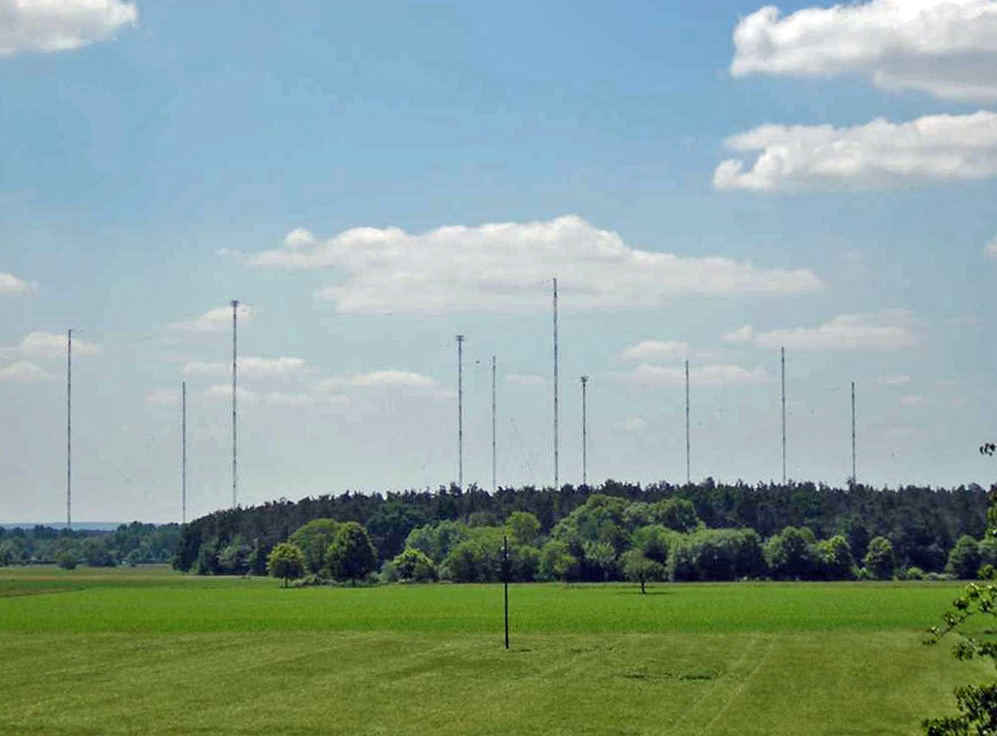
Le antenne del sistema DCF77

Con la sigla DCF77 si definisce un sistema tedesco di trasmissione della frequenza campione, dell'ora legale e delle previsioni meteorologiche attraverso delle onde radio, verso un'ampia zona di copertura. È stato creato dal Physikalisch-Technische Bundesanstalt (PTB) su iniziativa del governo tedesco.

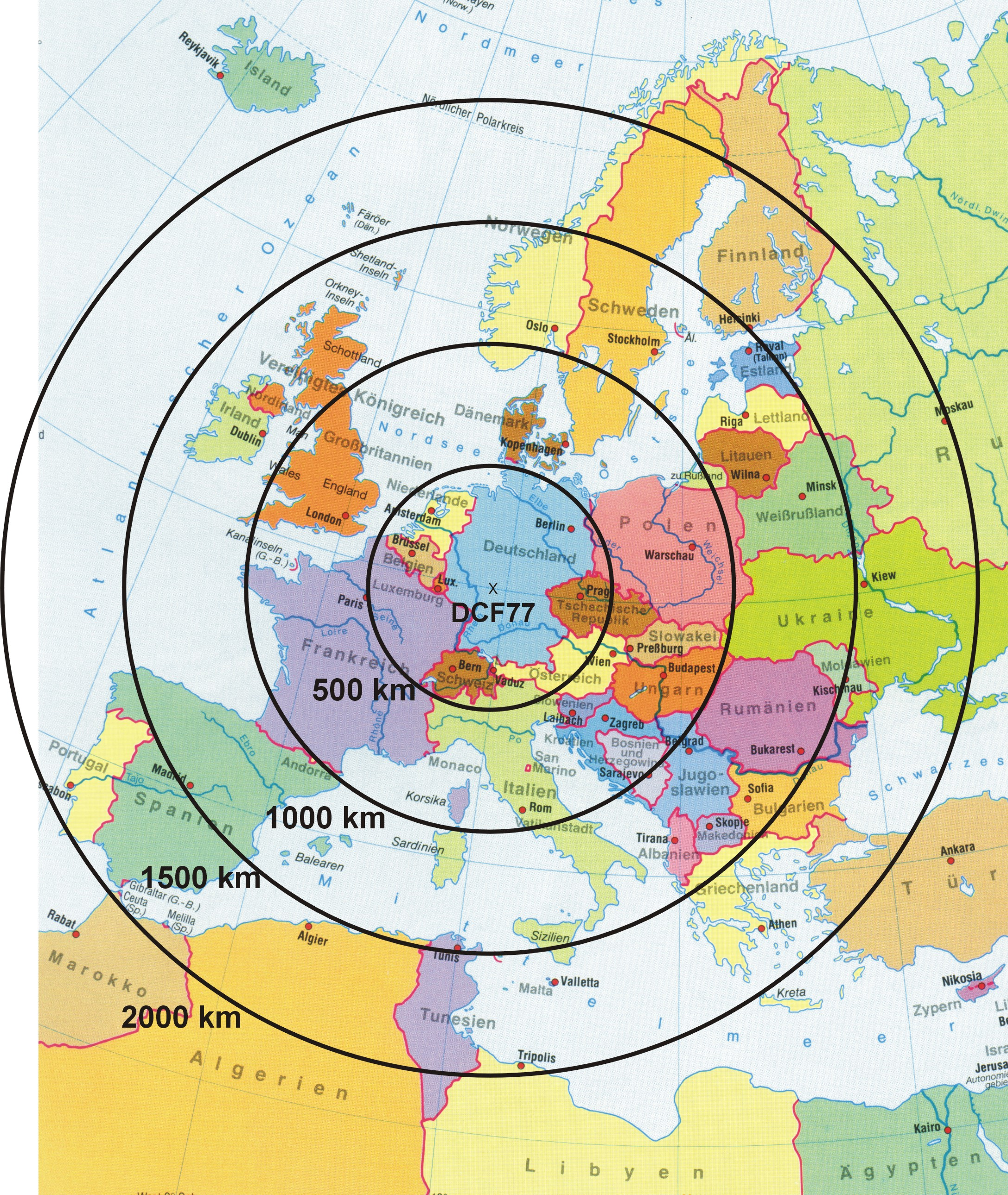
Zona di ricezione del segnale DCF77.

## Trasmettitore
Le sue antenne sono situate 50°00′56″N 9°00′39″E a Mainflingen, circa 25 km a SE di Francoforte sul Meno

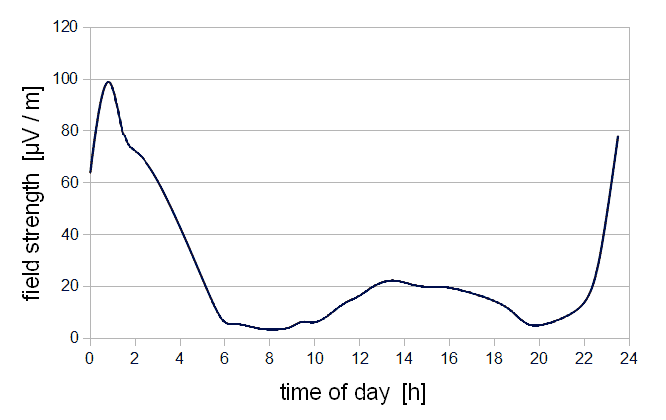
DCF77 signal strength over a 24-hour period measured in Nerja, on the south coast of Spain from the transmitter. Around 1 AM it peaks at ≈ 100 µV/m signal strength. During the day, the signal is weakened by ionization of the ionosphere due to solar activity.

Dispone di tre orologi atomici e distribuisce quindi l'ora assoluta con uno scarto minimo. Le due antenne sono sostenute da dei cavi orizzontali, sostenuti in posizione da diversi pilastri della lunghezza di circa 200 metri.
Il segnale è emesso in onde lunghe, con frequenza della portante pari a 77,5 kHz, da un trasmettitore da 50 kW; la portata del segnale, con riflessione sulla ionosfera, è di circa 1900 km di giorno e 2100 km di notte: riesce quindi a coprire quasi tutta l'Unione europea ed alcuni paesi dell'Europa orientale.
L'informazione sul segnale è controllata da tre orologi atomici (uno al rubidio e due al cesio); la loro azione fa sì che la frequenza della portante abbia un margine di errore relativo di 2·10−12 in un giorno, e di 2·10−13 sulla media di un periodo di cento giorni.

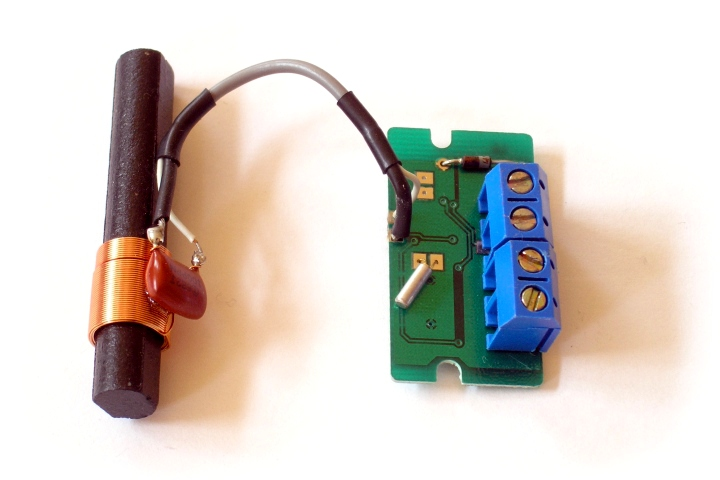
Ricevitore economico DCF77.

## Ricevitori
Un modulo di ricezione del segnale DCF77 è di concezione relativamente semplice. I fabbricanti di componenti elettronici propongono dei moduli integrati che permettono di ricevere e decodificare il segnale. Sono composti da un'antenna e da un modulo ricevitore.

## Utilizzo
È possibile sfruttare questo sistema su qualsiasi dispositivo che mostri l'ora e sia dotato di una apposita scheda e antenna, evitando in questo modo la regolazione dell'ora e i cambi tra ora legale e ora solare e ottenendo un orario di elevatissima precisione. Inoltre alcuni apparecchi capaci di decodificare il segnale relativo alle previsioni meteorologiche sono in grado di mostrarle con alcuni pittogrammi su uno schermo a cristalli liquidi (LCD). Le applicazioni possono essere le più diverse; non è però possibile far funzionare questo sistema in maniera completamente indipendente, in quanto la ricezione del segnale può essere interrotta per motivi diversi. È per questo che gli orologi radiocontrollati hanno anche un sistema classico al quarzo di regolazione del tempo e usano il segnale radio solo per le correzioni.
Le previsioni meteorologiche per l'Europa sono codificate nei primi 15 secondi di trasmissione di ogni minuto e sono divise in 90 zone meteo per alcune delle quali vengono fornite previsioni per due giorni, e per altre previsioni per quattro giorni. Gli orologi capaci di ricevere e decodificare le previsioni meteorologiche devono essere programmati in base alla regione europea che interessa. La previsione di ogni regione contiene i seguenti dati: copertura nuvolosa di giorno e di notte, temperatura minima e massima, probabilità di pioggia, direzione ed intensità del vento. A causa della quantità di dati meteo che vengono trasmessi a rotazione, un apparecchio ricevitore impiegherà quindi molte ore, solitamente anche più di un giorno, per ricevere per la prima volta tutte le previsioni fornite per la zona di interesse. In seguito le previsioni si aggiorneranno automaticamente finché l'apparecchio ricevente sarà in grado di ricevere il segnale DCF77.